# Leucopis parallela
Leucopis parallela is een vliegensoort uit de familie van de Chamaemyiidae. De wetenschappelijke naam van de soort is voor het eerst geldig gepubliceerd in 1921 door Malloch.